# Ґаєвець
Ґаєвець (пол. Gajewiec, нім. Kerbshorst) — село в Польщі, у гміні Ґроново-Ельблонзьке Ельблонзького повіту Вармінсько-Мазурського воєводства.
Населення — 68 осіб (2011).
У 1975-1998 роках село належало до Ельблонзького воєводства.

## Демографія
Демографічна структура станом на 31 березня 2011 року:
|          | Загалом | Допрацездатний вік | Працездатний вік | Постпрацездатний вік |
| -------- | ------- | ------------------ | ---------------- | -------------------- |
| Чоловіки | 43      | 10                 | 32               | 1                    |
| Жінки    | 25      | 6                  | 16               | 3                    |
| Разом    | 68      | 16                 | 48               | 4                    |